# 郡上市立大和中学校
郡上市立大和中学校 （ぐじょうしりつ やまとちゅうがっこう）は、岐阜県郡上市にある公立中学校。

## 沿革
- 1968年（昭和43年）4月1日 - 大和村の3つの中学校（北中学校・南中学校・西中学校）を統合。新たに大和村立大和中学校として開校。統一校舎は無く、旧・西中学校を西分教室、旧・南中学校を南分教室、旧・北中学校を北分教室[注釈 1]とする。西中学校から内ヶ谷分校、南中学校から上栗巣分校、下栗巣分校を引き継ぐ。
- 1969年（昭和44年）
  - 6月 - 現在地に統一校舎が完成。
  - 9月9日 - 奥美濃地震により北小学校の校舎が傾き、使用不可能となる。このため、大和中学校北分教場の生徒を統一校舎に移し、統一校舎を北分教場とし、大和中学校北分教場を北小学校の仮校舎として児童を収容し、授業を行う。
- 1970年（昭和45年）4月1日 - 統合し、全生徒が新校舎に移る。西分教室、南分教室、北分教室、内ヶ谷分校、上栗巣分校、下栗巣分校を廃止。
- 1985年（昭和60年）11月1日 - 大和村が町制施行し大和町となる。同時に大和町立大和中学校に改称する。
- 2004年（平成16年）3月1日 - 八幡町、白鳥町、大和町、高鷲村、美並村、和良村、明宝村が合併し、郡上市が発足。同時に郡上市立大和中学校に改称する。

## 進学前小学校
- 郡上市立大和小学校